# شبه جزيرة أكاديان

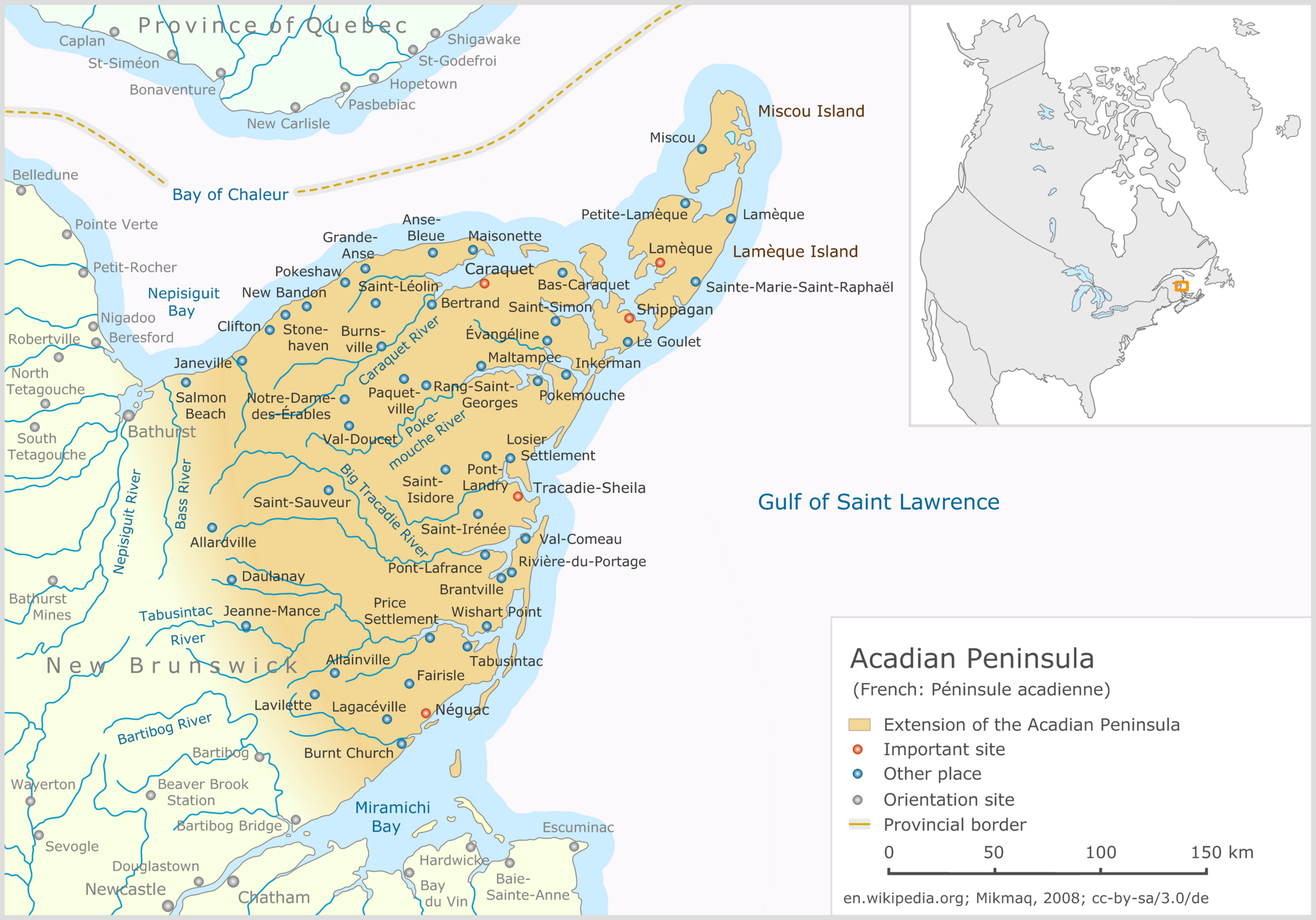
شبه جزيرة أكاديان

تقع شبه جزيرة أكاديان (بالفرنسية: Péninsule acadienne)‏ في الركن الشمالي الشرقي من نيو برونزويك في كندا، وتضم أجزاء من مدن غلوستر ونورثمبرلاند. وهي تستمد اسمها من السكان الأكاديين القاطنين هناك. وتعتبر الجزيرتان الرئيسيتان قبالة الطرف الشمالي الشرقي من شبه الجزيرة، جزيرة لاميك وجزيرة ميسكو جزءًا ثقافيًا من شبه الجزيرة.
وقعت معظم المستوطنات في شبه الجزيرة نتيجة لطرد الأكاديين خلال حملة خليج سانت لورانس (1758) حيث قام البريطانيون بنقلهم بالقوة من منازلهم، ومعظمهم في جنوب نيو برونزويك ونوفا سكوشا.
الصيد هي الصناعة المهيمنة في شبه الجزيرة، مع قطاع زراعي كبير. لقد أثر اختفاء سفن أودي أوديت وليدي دوريان في عام 1970/71 على شبه الجزيرة. تم العثور على مستنقعات الخث في مناطق شيباجان ولامك.

## قائمة المدن الرئيسية
المدن الرئيسية في شبه الجزيرة هي:
- كاراكويت
- شيباجان
- تراكادي
- نيغاك
- لامك (على جزيرة لامك)

## وصلات خارجية
الصفحة الرسمية